# Balkanliebe
Personnages
- Marko Franjopan, le prince d'Illyrie en exil (ténor)
- Le comte Jorgowan Schenoa, Gutsherr
- Baron Niko Bakschitsch, Gutsherr
- Branko Juranitsch, le meneur de bande
- Zlata, sa fille
- Gorin, le chef des corsaires
- Daniela von Durazzo, duchesse de Dardanie
- Alfonso Boccini-Montrealt, préfet de Venise
- Altgraf Bobby de Vienne
- Floßhilde, son épouse, née princesse von Clochowetz aus Przihan
- Lotte, une chansonnière

Airs
- Hast du mich schon ganz vergessen?
- Leise erklingen Glocken vom Campanile
- Heimat, mit der Seele grüß´ ich dich
- Einmal leuchtet die Sonne
- Das macht nur jener gewisse und zärtliche Zauber einer Frau
- Liebe Lotte, kleine Lotte

Balkanliebe ou Die Gräfin von Durazzo est une opérette de Rudolf Kattnigg sur un livret d'Erik Kahr et Bruno Hardt-Warden.

## Situation
L'opérette se situe dans les années 1930 en Illyrie, à Venise et dans le Tyrol.

## Argument
Une liste avec les noms des insurgés qui prônent le retour des exilés est entre les mains de la comtesse de Durrës qui va à Venise. Marko veut parler à la comtesse et voyage incognito avec des compagnons dans la ville lagunaire. Le yacht de la comtesse est attaqué par Zlata, la fille du chef rebelle, la fiancée de Marko, néanmoins la comtesse s'en sort. Mais il s'agit de Zlata qui porte les habits de la comtesse et va à Venise. Marko tombe amoureux de la prétendue comtesse de Durrës, ce qui irrite Zlata, d'autant plus qu'il trahit ainsi aussi son pays. Alors qu'il veut retourner en Illyrie grâce aux corsaires pour la bataille décisive, sa fiancée se démasque.
Après avoir remporté le combat, Marko veut revenir vers Zlata, mais elle est partie avec des amis au Tyrol. Après quelques amours des personnages secondaires, Zlata se laisse être persuadée de faire la paix avec son fiancé.